# クリエイティヴ・セラピー
クリエイティヴ・セラピー（創作療法）は、描画やコラージュ作品を作成したり結果をフィードバックして話し合うことにより、創作行為による心の安定や、作成結果をフィードバックすることで得られる自己理解を目的として用いられる。心理療法としてだけでなく、自己理解のための手法としても用いられている。
類似する用語として、従来から心理療法の分野において用いられている芸術療法や、山中康裕により用いられ始めた表現療法などがあるが、クリエイティヴ・セラピーを用いた心理療法ではその過程に「作業的段階」、「表出的段階」、「創作的段階」、という各段階が見られるとされる点が大きく異なっている。作業的段階では、作者は与えられた課題をこなすといった姿勢で作品を作成するにとどまるが、これが表出的段階になると、何らかの表現を行おうという意欲が作品に反映され始める。さらに創作的段階へ進むと、作品に工夫を凝らしたり、自らがその時点で行いたい表現をよりよいものとして行おうという姿勢へと変化し、大きく改善に向かうことが観察されるという。このためクリエイティヴ・セラピーにおいては、これらの各段階に特徴的な表現を熟知し、少しでも早く作者を創作的段階へ導くことが目指される。